# Hymenocystis caucasia
Hymenocystis caucasia là một loài dương xỉ trong họ Woodsiaceae. Loài này được C.A. Mey. mô tả khoa học đầu tiên năm 1831.
Danh pháp khoa học của loài này chưa được làm sáng tỏ. 